# Episodi di Hour of Mystery
La serie televisiva Hour of Mystery, composta da 20 episodi, è stata trasmessa nel Regno Unito sulla ITV dal 15 giugno al 26 ottobre 1957.
Solamente due episodi sono ancora esistenti, mentre i restanti 18 sono andati perduti.
In Italia, la serie è inedita.
| nº | Titolo originale            | Prima TV originale |
| -- | --------------------------- | ------------------ |
| 1  | Duet for Two Hands          | 15 giugno 1957     |
| 2  | The Man in Half Moon Street | 22 giugno 1957     |
| 3  | The Woman in White          | 29 giugno 1957     |
| 4  | The Cage                    | 6 luglio 1957      |
| 5  | Confess, Killer             | 13 luglio 1957     |
| 6  | The Man with Red Hair       | 20 luglio 1957     |
| 7  | Night Must Fall             | 27 luglio 1957     |
| 8  | Crime of Margaret Foley     | 4 agosto 1957      |
| 9  | Sound Alibi                 | 10 agosto 1957     |
| 10 | Spare Your Pity             | 17 agosto 1957     |
| 11 | A Murder Has Been Arranged  | 24 agosto 1957     |
| 12 | Sixty Minutes to Kill       | 1° settembre 1957  |
| 13 | Portrait in Black           | 7 settembre 1957   |
| 14 | Wormwood                    | 14 settembre 1957  |
| 15 | Out of Touch                | 21 settembre 1957  |
| 16 | No Charge for the Proof     | 28 settembre 1957  |
| 17 | Excursion Into Murder       | 5 ottobre 1957     |
| 18 | The Bottle Imp              | 12 ottobre 1957    |
| 19 | One Must Die                | 19 ottobre 1957    |
| 20 | Nothing to Declare          | 26 ottobre 1957    |